# Битва при Пуатье (1356)
Битва при Пуатье — крупное сражение, состоявшееся 19 сентября 1356 года между к тому уже сильно поредевшей и уставшей английской армией Эдуарда Чёрного Принца и цветом французской армии короля Иоанна II Доброго во время Столетней войны. Эдуард во время рейда из Аквитании на север наткнулся на превосходящие силы противника и начал отступление, но у города Пуатье был вынужден принять бой. Он одержал полную победу, причём многие французские бароны во главе с королём попали в плен. Тем не менее после битвы англичане продолжили отступление.

## Предыстория
10 сентября 1355 года французский король Иоанн II и наваррский король Карл II заключили соглашение, угрожавшее английским интересам. Ввиду этого английский король Эдуард III поручил своему сыну Эдуарду (в более поздних источниках за ним закрепилось прозвище Чёрный Принц) совершить глубокий рейд (шевоше, фр. chevauchée) в земли юго-западной Франции. Эдуард Чёрный принц — герой битвы при Креси — составил план перехода из Бордо через французское королевство на соединение на Луаре с войсками герцога Ланкастерского. В июле он двинулся на север из английской базы в Аквитании. Не встречая серьёзного сопротивления, английские войска сожгли множество городов и вышли к берегам Луары к Туру. Но эту крепость англичане не сумели захватить. Попытки сжечь город тоже провалились из-за сильного ливня. Задержкой Эдуарда под Туром воспользовался французский король Иоанн, выступивший против немногочисленных английских войск. Иоанн сконцентрировал большую часть своих войск в Шартре, к северу от осаждённого Тура. С целью добиться максимальной скорости передвижения Иоанн распустил свою низкоквалифицированную пехоту общей численностью 15—20 тысяч человек. Получив сведения о приближающихся французских войсках, Эдуард приказал отступать. Эдуард, преследуемый французским королём, с войсками отступал на юг. Французы настигли англичан в нескольких милях юго-западнее Пуатье.

## Состав сторон и расположение перед боем

### Английская и французские армии
Несмотря на все различия, армии Англии и Франции имели немало сходств как в вооружении и оснащении, так и в организации и комплектовании войск. Армии включали в себя профессиональных тяжеловооружённых воинов (рыцари, сквайры, т. д.), стрелков (лучники и арбалетчики) и отряды пехотинцев. Значительная часть пехоты, в частности стрелков, была посажена на коней для придания войскам большей мобильности, однако в бою они действовали, как правило, в пешем строю.
В состав войск Чёрного Принца, помимо собственно английских частей, входили отряды из Гаскони, в частности, всадники, пехотинцы и арбалетчики. Всего армия насчитывала около 7 тысяч человек. Самый большой контингент, около 3000 чел., составляли тяжеловооружённые всадники, рыцари и сержанты, поддержанные 3000 лучников и арбалетчиков, а также примерно 1000 лёгких гасконских пехотинцев-бидалей, или бидо (фр. bidauts), вооружённых копьями, дротиками и тесаками-кутелями (фр. coutel).
Состав французских войск был в значительной мере определён системой комплектования рыцарского ополчения на письменной или устной контрактной основе. Такая система, в отличие от аналогичной английской, отличалась значительной бессистемностью и неорганизованностью. В частности, отсутствовала система постоянной выплаты жалования солдатам. В довершение всего, покупательную способность последнего существенно обесценила инфляция, в результате реальная стоимость монеты, выражавшаяся в чистом серебре, с 1339 по 1355 год упала примерно в 6 раз.
Помимо рыцарей, в состав французской армии входили полубандитские пешие формирования так называемых бригантов (фр. brigantes), включавшие в себя различные роды пеших войск. В составе французских войск значительное место занимала пехота, обычно превосходившая в численности кавалерию в 3 или 4 раза. Французские арбалетчики, доказавшие свою неэффективность в боях с англичанами, не были привлечены к участию в кампании, в связи с чем в составе французской армии продолжал оставаться контингент прославленных генуэзских арбалетчиков. Также в войске французского короля находились шотландцы и немцы из отряда графа Нассау.

### Диспозиция сражения
Французский король Иоанн II Добрый, собрав армию до 50 тысяч человек, быстро появился на Луаре. В войске его были четыре сына короля, больше 20 герцогов и до 20 тысяч тяжёлой конницы. Англичане не знали о приближении французов, поэтому, во время отступления английской армии, французы оказались впереди неё и отрезали ей путь. Малочисленность английского войска, которого было не более 10 тысяч, поколебала уверенность Эдуарда, и он предложил французам вступить в мирные переговоры, обещав возвратить все завоевания и вдобавок дать обязательство 7 лет не воевать c Францией. Эти предложения были отвергнуты, так как французы слишком верили в свою победу.
Войско французов заняло равнину, английское — высоты в полях Мопертюи, в 2 лье от Пуатье. Местность, где расположились английские войска, была перерезана кустарником, виноградниками и изгородями. Принц Эдуард искусно расставил стрелков в кустарниках, поместив их и перед выходом дороги на равнину. Справа на холме был спрятан отряд всадников.
Король Иоанн, отказавшись от традиционной тактики атаки тяжёлой кавалерией, показавшей свою полную неэффективность в битве при Креси, приказал своей тяжёлой коннице спешиться, оставив верхом лишь отряд элитной рыцарской конницы численностью 500 человек. Их задачей было рассеять английских лучников в начале сражения. Приготовившись сражаться пешими, французские рыцари укоротили свои копья и сняли шпоры. Сам король, спешившись, вооружился боевым топором и облачился в белоснежное сюрко. Такие же сюрко надели ещё 19 французских рыцарей с целью запутать англичан.
- Манёвры перед сражением
- План сражения

## Ход сражения

### Перед боем
Перед боем многие английские воины были посвящены в рыцари; после чего принц Эдуард запретил брать пленных до решительной победы, чтобы пресечь охоту за титулованными пленниками ради выкупа.

### Первая атака
В начале сражения англичане на левом фланге под командованием графа Уорика после пленения своих разведчиков в панике (возможно, притворной) отступили под прикрытием лучников графа Оксфорда, поспешно атакованные французской конницей маршала Одреема, фатально ошибочно посчитавшего это общим бегством противника. По свидетельству хрониста Джеффри Ле-Бейкера, стрелы английских луков ломались о тяжёлые доспехи французских рыцарей, либо отскакивали от них и летели в небо, поэтому лучники, под прикрытием топкого болота, поражали скакавших мимо них французов в единственно уязвимые бока и крупы коней, смешав строй атакующих и нанеся им большие потери.
При приближении французов большая часть войск Уорика развернулась, спешилась и, деморализующе двинувшись навстречу, отбила атаку.
Тем временем убеждённый в отступлении англичан маршал Клермон атаковал войска графа Солсбери конницей и спешенными рыцарями-немецкими союзниками. Рыцари были вынуждены двигаться по склону сквозь проломы в изгороди под обстрелом английских лучников, располагавшихся под прикрытием канав и холмов. Многие тяжеловооружённые французские дворяне благодаря весу своих доспехов и конской брони смогли проломить забор и продолжить атаку. Вскоре французы были отброшены с большими потерями (погиб и Клермон), значительно превосходящими английскими подкреплениями.

### Атака Дофина
Эта атака сопровождалась наступлением пехоты Дофина, участвовавшего в сражении, но отступившего для перегруппировки. Атака спешенных французских рыцарей началась прежде, чем французское командование узнало о разгроме войск маршала Клермона. Отступающие рыцари и их кони внесли известную долю беспорядка в ряды наступающей пехоты. Несмотря на хорошее вооружение, рыцари продвигались медленно и были идеальными мишенями для английских стрелков, однако большинство из них достигли изгороди, которая была сильно разломана после недавней схватки. Это значительно облегчило продвижение французов. Завязалось ожесточённое сражение, которое длилось несколько часов и решилось лишь с прибытием подкреплений, посланных принцем Эдуардом. В бою был утрачен штандарт Дофина, захваченный англичанами. В конце концов французские командиры, видя бесперспективность дальнейшей борьбы, приказали отступать.

### Атака герцога Орлеанского
Следующая линия французской пехоты под руководством брата короля герцога Орлеанского, видя, что люди Дофина потерпели неудачу, запаниковала и начала отступать, хотя многие воины вступили в бой с англичанами. Вся армия во главе с королём смешалась. Английские лучники были вне зоны обстрела французских стрелков. Бой продолжался, но у Чёрного принца имелся резерв в лесу, который был способен напасть на французов с флангов и тыла. После короткой паузы принц приказал воинам резерва сесть на коней и атаковать французов. Французы боялись окружения и попытались сбежать.

### Последняя атака и пленение короля
Однако король Иоанн II был слепо убеждён в том, что его участие могло кардинально изменить ход сражения в пользу соотечественников, поэтому во главе своего отряда бросился в атаку на наступающих англичан. На фланге королевский отряд прикрывали выдвинувшиеся отряды арбалетчиков под прикрытием больших щитов-павез. Несмотря на значительный перевес противника, отряд короля был наиболее боеспособной и дисциплинированной частью войска, кроме того, англичане и гасконцы были сильно изнурены продолжительным боем. К тому же они были немало удивлены внезапной атакой, казалось бы, разбитого противника. Даже Чёрный принц был поражён неожиданным нападением короля.
Английские лучники завязали перестрелку с французскими арбалетчиками, однако из-за дефицита стрел и хороших доспехов противника эта перестрелка была безрезультатна для англичан. Благодаря этому французы атаковали англичан практически в полном составе. Однако Эдуард умелым фланговым манёвром сумел незаметно ввести гасконский отряд позади левого фланга французов, после чего приказал коннице атаковать короля. После того как английские лучники израсходовали последние стрелы, принц отдал приказ об общем наступлении пехоты. Лучники побросали луки и присоединились к атакующим. Затем гасконский отряд, располагавшийся в тылу французов, ударил по противнику. Французские порядки смешались. Малочисленный и растерянный королевский отряд был отброшен к югу. Лучники довершили разгром французов. Король Иоанн храбро сражался, но был взят в плен, вместе с младшим сыном Филиппом (впоследствии герцог Бургундский Филипп).

## Итоги
Погиб весь цвет французского рыцарства. В числе убитых были герцог Пьер I де Бурбон, коннетабль Франции Готье VI де Бриенн, маршал Франции Жан де Клермон, Роберт герцог Дураццо, епископ Шалонский, виконт Рено IV де Понс с сыном Рено V де Понсом, 16 баронов, 2426 рыцарей; всего было убито 8 тысяч человек, в том числе 5 тысяч перебито во время бегства. Прикрывая своим телом французского короля, погиб известный полководец, писатель и поэт Жоффруа де Шарни, носивший орифламму.
24 мая 1357 года пленного короля торжественно привезли в Лондон. С Францией было заключено перемирие на 2 года. Выкуп за короля равнялся двум годовым доходам королевства. Помимо этого, английскими воинами была взята огромнейшая добыча и они получили большие суммы денег за выкуп пленных знатных французских рыцарей. Вся Франция была погружена в глубокую печаль. Наместником короля на время его пребывания в плену стал дофин Карл.
Неудачи в войне и гнёт выкупа привел простой народ Франции к серии мятежей, известных как Жакерия. Сама же битва, как и сражение при Креси, показала, что умелая тактика и стратегия могут оказаться важнее количественного и качественного преимущества.
Выкуп за особу короля составил, в конечном итоге, 3 миллиона золотых экю, что подтверждено было в мае 1360 года на мирной конференции в Бретиньи.

## В культуре
Битва при Пуатье подробно описана в романах Конан Дойла «Сэр Найджел Лоринг» и «Белый отряд» и Бернарда Корнуэлла «1356», с английской стороны. С французской стороны битва показана в повести Мориса Дрюона «Когда король губит Францию». Также мельком битва показана в фильме «История рыцаря», а одним из героев фильма выступает Эдуард Черный Принц.